# آلبرت مارتین
آلبرت مارتین (انگلیسی: Albert Martin) قایقران قایق بادبانی اهل بریتانیا بود.